# 東寺通
東寺通（とうじどおり）または東寺道（とうじみち）は、京都市の東西の通りの一つ。全ての区間が南区に収まり、東は鴨川の西岸から西は御前通まで至る。大宮通と壬生通の間に存在する東寺（教王護国寺）を挟んで東西に伸びる通りで、東寺より西側の区間（壬生通－御前通間）は東寺西門通（とうじにしもんどおり）とも称される。
平安京の九条坊門小路に相当する。全長約2.6キロ。

## 概要

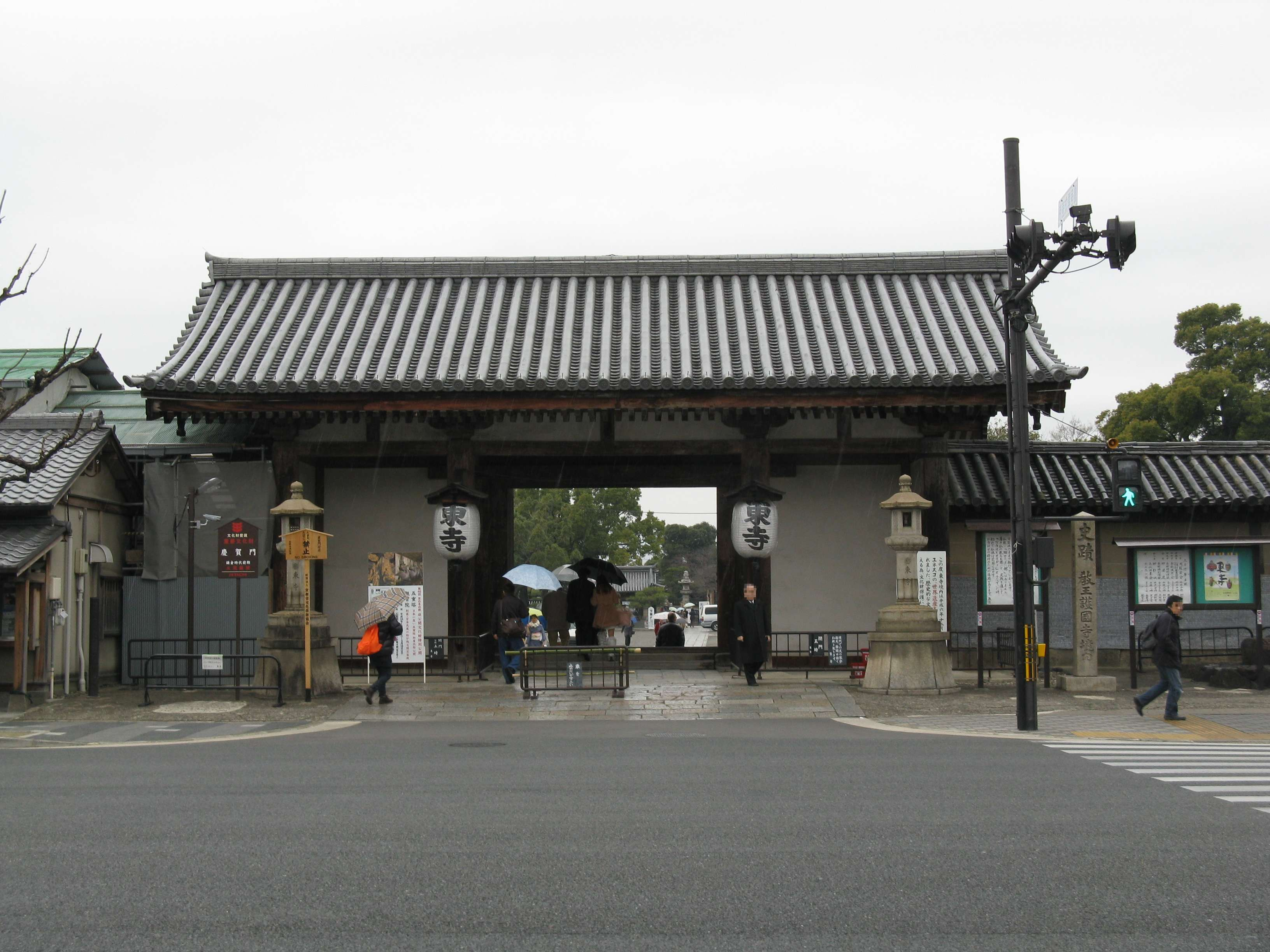
東寺東門（慶賀門）

東寺の東門（慶賀門）と西門に通じる通りである。平安京の南限に近く、江戸時代のころ周囲は唐橋村と呼ばれ、あたりは田畑が広がっていた。近代になると京都駅の設置により周囲は発展を見せ、唐橋地区も1918年（大正7年）に京都市に編入された。沿道に人家や商店が立ち並ぶようになったのは昭和に入ってからである。
現在も沿道は人家や商店が並ぶ。京都駅八条口に近く周囲にはイオンモールKYOTOのような大型商業施設もあるが、幹線道路としての役割は八条通や九条通に譲り、通りは生活道路の性格が強い。竹田街道から西洞院通にかけては1993年（平成5年）に「東寺道コミュニティ道路」としてカラー舗装や街路灯が整備された。
通りの東端から竹田街道までが西行きの、コミュニティ道路にあたる竹田街道から西洞院通までは東行きの一方通行となっている。それ以外の区間は片側一車線が確保されており、京都駅と東寺を結ぶ京都市営バスのバス路線がいくつか設定されている。

## 沿道の主な施設
- 京都市南図書館
- 京都JA会館
- イオンモールKYOTO
- 京都市立九条弘道小学校
- 伏見稲荷大社御旅所
- 東寺（教王護国寺）
- 京都市立八条中学校
- 唐橋西寺公園（西寺跡）

## 交差する道路など
- 高瀬川
- 河原町通（国道24号）
- 竹田街道（京都府道115号伏見港京都停車場線）
- 烏丸通
- 西洞院通
- 油小路通（国道1号）
- 近鉄京都線
- 大宮通（京都府道114号七条大宮四ツ塚線）
- 壬生通
- 千本通
- 七本松通
- 御前通